# Powder Her Face
Powder Her Face (op. 14) ist eine Kammeroper in zwei Akten und acht Szenen für vier Sänger und fünfzehn Spieler von Thomas Adès (Musik) mit einem Libretto von Philip Hensher. Es basiert auf dem Leben von Margaret Campbell, Duchess of Argyll (1912–93) und wurde am 1. Juli 1995 im Everyman Theatre Cheltenham erstmals aufgeführt. Bekannt wurde sie u. a. für die erste auf der Opernbühne dargestellte Fellatio-Szene.

## Handlung
Die Oper erzählt Momente aus dem Leben der Herzogin von Argyll, deren Lebenswandel wiederkehrendes Thema der britischen Boulevardpresse war.

### Erster Akt
Szene 1. 1990: In Abwesenheit der Herzogin machen sich in ihrem Hotelzimmer das Zimmermädchen und ein Elektriker über sie und ihre Kleidung lustig. Die Herzogin betritt das Zimmer und überrascht die beiden. In Anbetracht der Demütigungen erinnert sie sich an ihre glanzvolle Vergangenheit.
Szene 2. 1934: In einem Landhaus wartet die junge Adlige und vormalige „Debütantin des Jahres“ gemeinsam mit ihrer Vertrauten und einem Salonlöwen auf den Herzog. Sie unterhalten sich über ihre jüngst erfolgte Scheidung von Baron Freeling. Seitdem ist sie in der Öffentlichkeit im Gespräch, und es wurden sogar Lieder über sie geschrieben. Sie lästern über den Ruf des Herzogs als Frauenheld. Er erscheint schließlich.
Szene 3. 1936: Die ehemalige Mrs Freeling und der Herzog haben geheiratet. Eine Kellnerin beschreibt die Hochzeit und das sittenlose Verhalten der Reichen.
Szene 4. 1953: In einem Hotelzimmer Londons verführt die Herzogin den Zimmerkellner und gibt ihm ein großzügiges Trinkgeld. Der Kellner lässt durchblicken, dass ihn ihr Verhalten nicht überrascht hat. Sie hat bereits einen einschlägigen Ruf unter den Angestellten.
Szene 5. 1953: Nach einer Party vergnügt sich der Herzog zuhause mit einer Geliebten. Diese erzählt ihm von den stadtbekannten Liebesabenteuern der Herzogin. Der Herzog ist fassungslos.

### Zweiter Akt
Szene 6. 1955: Nach dem Skandal ist es zu einem Gerichtsprozess gekommen, und das Urteil wird erwartet. Die Sensationspresse berichtet unterdessen gierig über die Herzogin. Der Richter verurteilt ihren Lebenswandel. Die Herzogin akzeptiert das Urteil gelassen.
Szene 7. 1970: Die Herzogin gibt ein abschließendes Interview. Nachdem zunächst von Mode, Gesundheit und ähnlichen Themen die Rede ist, wird schließlich doch ihr Lebenswandel angesprochen. Die Herzogin ist ungehalten darüber und bringt ihre Verachtung zum Ausdruck. Sie erhält eine hohe Rechnung vom Hotel, in dem sie lange Zeit gelebt hatte.
Szene 8. 1990: Der Hotelmanager fordert die Herzogin auf, das Hotel zu verlassen, da sie die Rechnungen nicht bezahlt hat. Sie versucht vergeblich, ihn zu verführen und reist schließlich ab.
Epilog: Der Elektriker und das Zimmermädchen vandalieren im verlassenen Hotelzimmer.

## Gestaltung
Die Komposition fällt durch ihre respektlosen und rhythmisch komplexen instrumentalen Texturen und die phantasievolle und hochvirtuose Stimmführung auf. Dennoch ist die Musik eingängig. Häufig finden sich Zitate populärer Musikstile der Zeit zwischen 1920 und 1960. Die Kreativität und kompositorische Sicherheit, mit der der junge Komponist diese Oper schuf, rief Vergleiche mit Benjamin Britten und Henry Purcell hervor. Bei den dargestellten Ereignissen aus dem Leben der Herzogin wird nie ganz deutlich, ob es sich um echte Begebenheiten oder um Erinnerungen der Hauptfigur handelt. Diese Unschärfe wird zusätzlich dadurch verstärkt, dass die drei Darsteller der Hotelmitarbeiter auch die anderen Rollen der verschiedenen Szenen übernehmen.

### Instrumentation
Die Oper verwendet ein Kammerensemble von fünfzehn Instrumentalisten:
- Drei Klarinetten- bzw. Saxophon-Spieler
  - Bassklarinette + Sopransaxophon + Basssaxophon
  - Bassklarinette + Altsaxophon + Basssaxophon ad lib.
  - Bassklarinette + Kontrabassklarinette + Kolbenflöte
- Horn, Trompete, Posaune
- Umfangreiches Schlagwerk (ein Spieler): Hi-Hat, Zwei Hängebecken, Kleine Trommel, Vibraslap, Große Trommel, Waschbrett, Cabasa, Lion’s roar, Becken, Pop gun, Große Angelrolle, Röhrenglocken, Tamtam, Flexaton, Wdbl, Drei Trommelbremsen, Drei Templeblocks, Große Trommel mit Fußpedal, Bongos, Zwei Timbas, Nietenbecken, Güiro, Rototom, Electric bell, Rassel, Kolbenflöte, Crockeryor (zerstoßenes Holz, Glas, Muschelschalen, Metall), Peitsche
- Harfe
- Klavier
- Akkordeon
- Zwei Violinen, Viola, Violoncello, Kontrabass

## Geschichte
Die Oper ist eine Auftragsarbeit der Almeida Opera. Sie wurde 1995 komponiert und am 1. Juli im Rahmen des Cheltenham Festival im Everyman Theatre Cheltenham erstmals aufgeführt. Die Inszenierung stammte von David Farr. Die musikalische Leitung hatte der Komponist. Es sangen Jill Gomez, Niall Morris, Valdine Anderson und Roger Bryson. Es folgten viele weitere Aufführungen u. a. in London, Hamburg, Magdeburg, New York, Helsinki, Wien, Tel Aviv, Chicago, Rom, Antwerpen, Gent, Neapel, Boston, Innsbruck, Bremen, Mannheim, Brisbane, Bologna, Venedig, Philadelphia, Warschau und Brüssel.
Eine im Dezember 1995 aufgenommene CD mit den Mitwirkenden der Uraufführung ist seit 1998 verfügbar.
Eine Verfilmung der Oper wurde Weihnachten 1999 vom britischen Fernsehsender Channel 4 gezeigt und später auf DVD veröffentlicht. In dieser Aufnahme, die ebenfalls von Thomas Adès geleitet wurde, sangen Mary Plazas, Heather Buck, Dan Norman und Graeme Broadbent.
Im September und Oktober 2015 wurde Powder Her Face vom Théâtre de la Monnaie in Brüssel gezeigt. Die Inszenierung stammte von Mariusz Trelinski. Die musikalische Leitung hatte Alejo Pérez. Es sangen Allison Cook (Herzogin), Peter Coleman-Wright (Hotelmanager), Leonardo Capalbo (Elektriker) und Kerstin Avemo (Zimmermädchen). Ein Video-Mitschnitt dieser Aufführung war im Rahmen der Opera Platform im Internet abrufbar.